# Hard Land
Hard Land ist ein Coming-of-Age-Roman von Benedict Wells, der am 24. Februar 2021 im Diogenes-Verlag erschienen ist.

## Inhalt
Hard Land beschreibt ein Jahr in Samuel Turners Leben. In der ersten Hälfte des Romans erzählt er, wie er in den Sommerferien Freunde findet und sich verliebt. Er beginnt im lokalen Kino, dem Metropolis, zu arbeiten und trifft dort Kirstie, Brandon und Cameron, die alle zwei Jahre älter sind als Sam. Sie nehmen ihn nach anfänglichem Zögern in ihre Clique auf, und Sam beginnt, mit ihnen ins Larry’s (ein örtliches Restaurant) und an den See zu gehen. Sam verliebt sich in Kirstie, sie will jedoch frei bleiben fürs College.
In der zweiten Hälfte wird Sams Umgang mit dem Tod seiner Mutter Annie geschildert, die einen Gehirntumor hat. Er findet sich damit ab, allein mit seinem Vater zu leben, mit dem er sich nie richtig verstanden hat.

## Figuren
- Samuel (Sam) Turner: schüchterner Teenager; 15 Jahre (wird 16 im Laufe des Buches); lebt in der fiktiven Kleinstadt Grady, Missouri; Außenseiter, hat keine Freunde (findet im Laufe des Buches welche); Eltern: Annie und Joseph, in Kirstie verliebt
- Jean Turner: Schwester von Sam; 24 Jahre; arbeitet als Drehbuchregisseurin und lebt in Los Angeles
- Annie Turner: Mutter von Sam; hat einen Hirntumor; arbeitet in eigenem Bücherladen; hat ein gutes Verhältnis zu Sam
- Joseph Turner: Vater von Sam; arbeitslos nach der Schließung der örtlichen Textilfabrik; hat kein gutes Verhältnis zu Sam; hat ein gutes Verhältnis zu Jean
- Mr. Andretti: Besitzer des Kinos in Grady names Metropolis, betreibt ein Eiscafé und die Autowerkstatt Andretti’s Cars
- Chuck Bannister: mobbt Sam
- Eileen, Jimmy und Doug: Sams Tante und Cousins; leben in Witcha, Kansas; die Cousins mobben Sam
- Steven McCollister: Sams ehemaliger bester Freund; aus Grady weggezogen
- Brandon Jameson: von allen Hightower genannt; schwarz; stark gebaut; zurückhaltend; Footballspieler; hat die Highschool bereits abgeschlossen; arbeitet mit Sam im Kino; zurückhaltend, weil er als Schwarzer in einem erzkonservativen Bundesstaat lebt (in den 1980er Jahren)
- Cameron Leithauser: sehr sarkastisch; hat die Highschool bereits abgeschlossen; arbeitet mit Sam im Kino; spöttisch, provozierend
- Kirstie Andretti: Tochter von Mr. Andretti; arbeitet mit Sam im Kino; Anführerin der Clique; leidenschaftlich, bestimmt; Love Interest von Sam
- Der Inspector: Sams Literaturlehrer und Schulleiter

## Form und Sprache

### Aufbau und Erzählperspektive
Hard Land ist ein Coming-of-Age-Roman. Die Geschichte Sams wird chronologisch aus seiner persönlichen Perspektive erzählt. Sie ist in 49 Nummern gegliedert, entsprechend dem Motiv 49 Geheimnisse von Grady, das im Buch erwähnt wird. Zusätzlich wird die Erzählung in fünf Abschnitte unterteilt, entsprechend des fiktiven Gedichtbandes Hard Land im Roman, der ebenfalls in fünf Kapitel unterteilt ist. Die Titel der Abschnitte sind Die Wellen, Der Ball in der Luft, Die Prüfung, Der Streich und Die Pointe. Diese Titel beziehen sich auf die wichtigsten Geschehnisse im Abschnitt, indem sie jeweils ein zentrales Element aus dem Text aufnehmen.
Die erzählte Zeit erstreckt sich von den Sommerferien von Sams 15. Geburtstag bis zu Sams 16. Geburtstag. Im Verlauf sind weder Rückblenden noch große Zeitsprünge zu finden, bei einigen Stellen nimmt jedoch der gegenwärtige Sam Bezug auf Geschehnisse in der Vergangenheit, beispielsweise im ersten Kapitel: „Das alles ist jetzt schon mehr als ein Jahr her, aber für mich wird es immer ‚dieser‘ Sommer bleiben.“ (Kapitel 1)

### Sprache und Stil

#### Große Gefühle
Beschreibungen von Gefühlen und Erlebnissen werden äußerst authentisch und detailliert im Roman wiedergegeben. „Nein, auch Hard Land driftet nicht ins Kitschige ab, obwohl sich Benedict Wells nicht vor intensiven Dialogen und großen Gefühlen scheut.“ schreibt Theresa Hübner von SWR. Bei diesen großen Gefühlen steht vor allem eines im Vordergrund: Die Haltung gegenüber dem Tod. Dazu berichtete Sam:

„Ich blickte auf den Friedhof und dachte, wie viel Zeit ich gehabt hatte, mich darauf vorzubereiten, dass sie starb. So oft hatte ich es mir vorgestellt, sie war in meinem Kopf tausende Tode gestorben. Aber nie hatte es sich so angefühlt wie jetzt. Denn sie war damals ja immer noch da gewesen, und jetzt war sie nicht mehr da, und woher hätte ich wissen können, wie sich das anfühlt.“

Solche intensiven und emotionalen Stellen sind vor allem in der letzten Hälfte des Romans anzutreffen, sie beschreiben Sams Umgang mit der Trauer, ausgelöst durch den Tod seiner Mutter.

#### 80s-Pop-Kultur
Zahlreiche damalige, zeitgenössische Filme schmücken das Stück Nostalgie. Beispiele davon sind Zurück in die Zukunft, American Graffiti und The Breakfast Club. Sie betten den Roman in die achtziger Jahre ein und verbessern die Glaubhaftigkeit und Authentizität der Charaktere.
Ähnlich kommen verschiedene 80s-Pop-Lieder zur Sprache, etwa Billy Idol, Springsteen und Michael Jackson, obwohl der Autor Benedict Wells erst im Jahr 1984 zur Welt gekommen ist. Dazu schreibt Bernhard Blöchl von der Süddeutschen Zeitung: „Er konnte bei Billy Idol, OMD und den Simple Minds nicht mitfiebern, als diese ihren Pop-Zenit erreicht hatten. Viel Sehnsucht steckt in seiner literarischen Zeitreise […].“
Nach der Erzählung finden sich zusätzliche Elemente, die einen Film oder ein Drehbuch andeuten:
- Abspann und Credits
- Special Thanks
- Soundtrack Hard Land
- Zitatnachweis

#### Erste Sätze
Wells schreibt als ersten Satz des Romans die Zeile:

„In diesem Sommer verliebte ich mich, und meine Mutter starb.“

„Erste Sätze haben es Wells besonders angetan. […] Einer beeindruckt den Ich-Erzähler ganz besonders, er stammt aus Charles Simmons' ‚Salzwasser‘: ‚Im Sommer 1963 verliebte ich mich, und mein Vater ertrank.‘ Oha, der erste Satz von Hard Land ist also selbst ein Remix.“ entdeckt Blöchl von der Süddeutschen Zeitung.
Die Begeisterung der ersten Sätze wird im Roman von Kirstie aufgenommen.

„Sie erzählte, dass sie früher aus Langeweile oft ein Buch nach dem anderen aus dem Regal gezogen und sich immer nur die ersten Sätze angeschaut habe. Stundenlang.“

So äußerte sich Sam zu Kirstie. Vielleicht identifiziere sich Wells insgeheim tatsächlich mit Kirstie, meint Blöchl: „Das [Faszination über ersten Zeilen] verbindet ihn mit Kirstie. Der blonde Jungsschwarm sammelt Romananfänge, immer wieder tauscht sie sich mit Sam, der eigentlich mehr auf Zahlen steht, darüber aus.“

#### Motive und Metaphern
Wells spielt mit wiederkehrenden Elementen, Beispiele davon sind:
- 49 Geheimnisse von Grady: Dies steht symbolisch für Sams Entdeckung der Heimatstadt und des Erwachsenwerdens.
- Zahlen, unter anderem π: Dies ist Sams Beruhigungsmittel und Vertrautheit
- Erste Sätze
- Starker Kaffee und guter Tee: Sprüche von Sams Mutter, für Sam sind sie eine Erinnerung an sie.
- Quittung der Nacht und schwarze Taste auf Klavier spielen: Sprüche von Kirstie, für Sam ebenfalls eine Erinnerung.
- Marty/George McFly (aus Zurück in die Zukunft): Sam identifiziert sich mit ihm, obwohl sie sehr unterschiedlich sind.
- Mr. Bojangles: Kirsties Stoffaffe.
- Euphancholie: Kirsties Wort für ein Gemisch aus Euphorie und Melancholie. Dies ist die Grundstimmung des Romans

Einige bemerkenswerte Metaphern hat Wells ebenfalls eingesetzt. Einige Beispiele davon sind:
- „Denn der Tod saß die ganze Zeit bei uns am Küchentisch, trank seinen Kaffee, blickte stumm auf die Uhr.“ (Kapitel 4)
- „Dann spürte ich wieder dieses vertraute Gefühl von Beklemmung und Angst, das so groß war, dass es fast schon eine physische Form in mir hatte, wie eine dritte Niere oder so.“ (Kapitel 5)
- „Sie nahm ihre Brille ab und schloss die Augen, die Nase in die Luft gestreckt: wie ein schnupperndes Eichhörnchen, das den Sommer in sich aufsaugte.“ (Kapitel 12)
- „Meine Erinnerung an diese Tage gleicht einem verbrannten Blatt Papier, von dem nur einige verkohlte Fetzen übriggeblieben sind.“ (Kapitel 29)

Blöchl kritisiert Wells in seiner Rezension in der Süddeutschen Zeitung. Er meint, hie und da „[…] übertreibt [Wells] mit Bezügen und Symbolen. Dann leidet die Leichtigkeit unter der Last der Vorbilder, weil man gedanklich wegrutscht und zu vergleichen beginnt.“ Ob die Symbole dem Lesevorgang tatsächlich schaden, ist nicht eindeutig, aber sie bilden einen beträchtlichen Teil des Werks.

#### Fiktiver Gedichtband im Buch
Wells zitiert mehrfach den gleichnamigen fiktiven Gedichtband von William J. Morris, dem berühmtesten Dichter von Sams Heimatort Grady. Es handelt sich um eine „Geschichte des Jungen, der den See überquerte und als Mann wiederkam. Ein Zyklus von über neunzig zusammenhängenden Gedichten, unterteilt in fünf Akte.“ (Kapitel 6) Gewisse Stellen aus dem Gedichtband werden von Sam in der Handlung seiner Geschichte gelesen und zitiert. Außerdem beendet Wells seinen Roman mit einer Diskussion zwischen Kirstie und Sam auf dem Lake Virgin über diesen Gedichtband, eine Nachstellung der Schlussszene im Gedichtband.
Die Wirkung dieses Gedichtbands beurteilt Selina Tapia in einem Artikel auf Buchszene.de: „Die Thematik des Erwachsenwerdens wird so auf vertiefte Weise behandelt, denn begleitend zur Haupthandlung fließen immer wieder Ausschnitte des Gedichtbandes mit ein, sind Gesprächsthema zwischen den Charakteren und bieten ihnen eine reflexive Stütze.“

## Rezeption
Hard Land wurde von mehreren vorwiegend deutschen Medien besprochen, darunter in der Süddeutschen Zeitung und in der Frankfurter Allgemeinen Zeitung. Der Roman ist grundsätzlich bei den Kritikern sehr positiv angekommen und wurde 2022 von der Jugendjury mit dem Deutschen Jugendliteraturpreis ausgezeichnet.
Andreas Platthaus meint in der Frankfurter Allgemeinen Zeitung in der Besprechung vom 3. März 2021, dass Hard Land, wie auch ältere Wells-Romane schon, weltweit viele Leser finden werde: „Jeder dürfte in seiner Jugend ähnliche Erfahrungen gemacht haben wie Sam, auch wenn die jeweiligen heimischen Begleitumstände hoffentlich weniger traurig waren.“ Außerdem findet er es erstaunlich, dass ein deutscher Autor, der nicht einmal diese Zeit miterlebte, sich nichts davon anmerken lässt: „Das größte Geheimnis des […] Romans Hard Land ist indes, wie es Benedict Wells als Schriftsteller des Jahrgangs 1984 gelungen ist, eine Jugendgeschichte aus dem Jahr 1985 so zu erzählen, dass man selbst als ungefährer Altersgenosse der Protagonisten nur staunen kann über die Authentizität des von ihnen Erlebten – vor allem, was das kulturelle Klima jener Zeit angeht (die Musik natürlich, der Niedergang der kleinen Kinos, das politische Desinteresse). Dazu kommt der amerikanische Handlungsort. Nur der Sprache, dem konsequenten Gebrauch etwa von eingedeutschten Hollywood-Filmtiteln oder einigen Redewendungen, die man niemals aus dem Munde amerikanischer Jugendlicher vernommen hätte, merkt man bisweilen doch an, dass dieser Roman von einem Deutschen stammt.“
In der Süddeutschen Zeitung sagt Bernhard Blöchl: „Was ein bisschen wie auf dem Reißbrett konstruiert wirkt, ist eine fluide Geschichte über Freundschaft und Liebe, Familie und Heimat. Eine Geschichte, der man das Analytische kaum anmerkt vor lauter Empathie für Themen und Figuren. Das Ensemble ist toll, kantig und scharf gezeichnet, allen voran die Freundesclique, die schöne Kirstie mit der Zahnlücke, der sportliche Brandon, genannt Hightower, und Cameron, der auf Männer steht. Die Teenager vereint der Wunsch, das Kaff in Missouri bald zu verlassen. Bis es so weit ist, lenken sie sich gegenseitig von der Langeweile ab und den neuen Freund Sam von dem Gefühl, ‚etwas Schlimmes wird passieren‘. Sie fordern sich in Mutproben, hängen auf dem Dach des Kinos ab, feiern Partys, rauchen, trinken, und sie grübeln über die 49 Geheimnisse, die ihr Städtchen am Lake Virgin verspricht (49 Kapitel hat denn auch der Roman).“

## Ausgaben
- Benedict Wells: Hard Land. Diogenes, Zürich 2021, ISBN 978-3-257-07148-1 (gebundene Ausgabe).
- Benedict Wells: Hard Land. Diogenes, Zürich 2021, ISBN 978-3-257-61233-2 (E-Book).